# Randy Jackson (musiker)

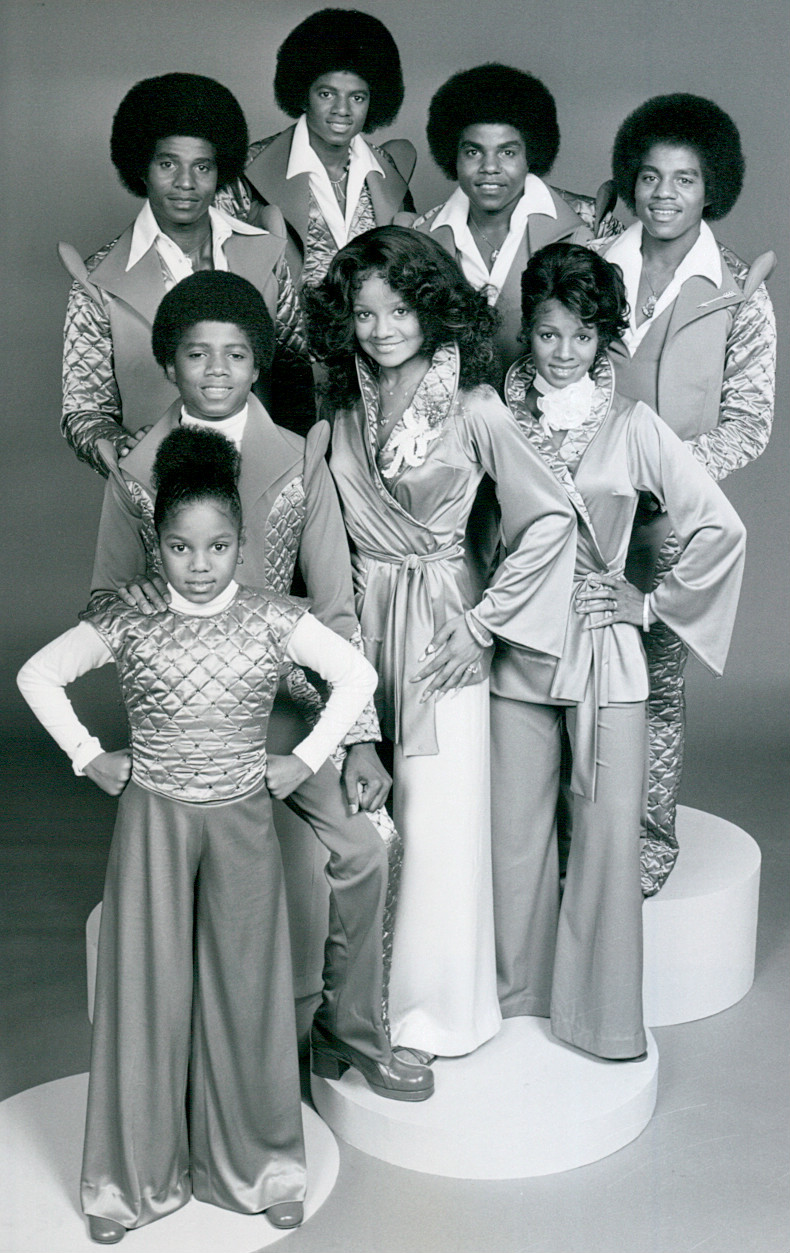
Randy Jackson i mitten till vänster, tillsammans med de flesta av sina syskon.

Steven Randall "Randy" Jackson, född 29 oktober 1961 i Gary, Indiana, är en amerikansk sångare och musiker.
Randy föddes som nummer åtta i den berömda syskonskaran Jackson (nummer nio om man räknar med Brandon, som dog strax efter födseln och som var tvillingbror till Marlon). Han var med i familjebandet The Jacksons på 70- och 80-talet tillsammans med sina bröder Jackie, Tito, Marlon och Michael. Hans systrar Rebbie, La Toya och Janet är även de sångerskor/artister.
När The Jackson Five bytte skivbolag från Motown Records till Epic Records 1975 ersatte Randy sin bror Jermaine då denne av personliga skäl valde att stanna kvar hos Motown Records. Gruppen bytte då namn till The Jacksons.

## Diskografi
- Randy & The Gypsys (1989)